# Graja de Iniesta
Graja de Iniesta é um município da Espanha, na província de Cuenca, comunidade autônoma de Castela-Mancha. Tem 28,22 km² de área e em 2021 tinha 354 habitantes (densidade: 12,5 hab./km²). Limita com os municípios de Iniesta, Castillejo de Iniesta, Puebla del Salvador, Minglanilla e Villalpardo.